# Măgura, Buzău
Măgura là một xã thuộc hạt Buzău, România. Dân số thời điểm năm 2002 là 4721 người.